# Polkadot Stingray
Polkadot Stingray（日语：ポルカドットスティングレイ），日本摇滚乐队，2015年结成，现为日本环球音乐旗下艺人。简称“Polka”（日语：ポルカ）。

## 成员

### 现任成员
- （Shizuku，1992年10月15日（32歲）），出生于福冈县北九州市。担任乐队主唱，吉他手。负责歌曲作词、作曲，专辑包装，周边商品设计。
- （Ejima harushi，1995年8月22日（29歲）），担任吉他手。
- （Uemura yuuki，1993年10月23日（31歲）），担任贝斯手。
- （Mitsuyasu kazuma，1992年6月25日（32歲）），担任鼓手。

### 前任成员
- （Muro），担任吉他手。2015年5月退出。

## 经历
2014年以主唱雫为中心乐队结成。2015年1月开始正式活动，同年8月形成现在体制。
2016年11月首张唱片《骨抜きE.P.》发售。2017年开始首次巡回演唱会。
2017年11月发表首张专辑《全知全能》并主流出道。
2019年2月发表第二张专辑《有顶天》。7月开办日本武道馆演唱会。

## 作品

### 单曲
- （2015年4月29日）（演唱会现场发售）
- （2015年6月13日）（演唱会现场发售）
- （2016年3月4日）（配信）
- （2018年10月15日）（配信）
- （2019年6月9日）（配信）
- JET（2020年3月30日）（配信）

### 专辑

#### 完整专辑
|   | 发售日        | 标题     | 编号                          | Oricon排位 |
| - | ------------- | -------- | ----------------------------- | ---------- |
| 1 | 2017年11月8日 | 全知全能 | PDCS-1922 UMCK-9996 UMCK-1622 | 6位        |
| 2 | 2019年2月6日  | 有頂天   | UMCK-7001 UMCK-7002 UMCK-1624 | 7位        |

#### 迷你专辑
|   | 发售日         | 标题   | 编号                          | Oricon排位 |
| - | -------------- | ------ | ----------------------------- | ---------- |
| 1 | 2017年4月26日  | 大正義 | PDSCD-0002                    | 7位        |
| 2 | 2018年5月9日   | 一大事 | PDCS-1923 UMCK-9998 UMCK-1623 | 4位        |
| 3 | 2019年10月16日 | [ 6 ]  | UMCK-7031 UMCK-7032 UMCK-1640 | 9位        |
| 4 | 2020年1月8日   | [ 7 ]  |                               | 6位        |

#### EP
- 骨抜きE.P.（日语：骨抜きE.P.）（2016年11月9日，PDSCD-0001）

### 影像作品
- 秘密（2018年11月7日）（DVD）
- （2019年12月11日）（DVD、BD）[8]

### 提供作品
- 私立惠比壽中學《SHAKE！SHAKE！》[9]